# HD 165189
HD 165189 är, tillsammans med HD 165190, en visuell dubbelstjärna belägen i den mellersta delen av stjärnbilden Södra kronan. Den har en skenbar magnitud av ca 4,92 och är svagt synlig för blotta ögat där ljusföroreningar ej förekommer. Baserat på parallax enligt Gaia Data Release 2 på ca 22,4 mas, beräknas den befinna sig på ett avstånd på ca 145 ljusår (ca 45 parsek) från solen. Den rör sig närmare solen med en heliocentrisk radialhastighet på ca -8 km/s. Stjärnan ingår i rörelsegruppen Beta Pictoris.

## Egenskaper
Primärstjärnan HD 165189 är en gul till vit stjärna i huvudserien av spektralklass A6 V. Den har en massa som är ca 1,6 solmassor, en radie som är ca 2,5 solradier och har ca 36 gånger solens utstrålning av energi från dess fotosfär vid en effektiv temperatur av ca 7 700 K.
Stjärnparet kretsar kring varandra med en omloppsperiod på 450 år och en stor excentricitet på 0,650. De har en projicerad separering av 70,1 AE. Följeslagaren, HD 165190, är en stjärna i huvudserien av spektralklass A7 V med en massa av ca 1,6 solmassor.